# Szkidra
Szkidra (görögül:  Σκύδρα) város Görögországban, Közép-Makedóniában.

## Fekvése
Edesszától 15 km-re délkeletre fekvő település.

## Története
Szkidra 1926-ig az Oszmán Birodalomhoz tartozó kis falu volt "Vertikop" néven, ekkor kapta görög lakosaitól a mai Szkidra nevét.
A település az i. e. 5. század elején a Perzsa Birodalomhoz, majd i. e. 510 és i. e. 490 között a Római Birodalomhoz tartozott.
1873-ban a feljegyzett adatok szerint Vertikopban már mintegy 40 ház, 20 görög és 20 török volt.
1890-ben épült a településen a jelenlegi iskola.
1912 október 17-én szabadult fel Vertikop a törökök alól.
1914-ben sokan menekültek ide az elfoglalt Trákiából és a fekete-tengeri régióból.

## Testvérvárosai
Fehérgyarmat, Magyarország